# 4700 Carusi
4700 Carusi este un asteroid din centura principală, descoperit pe 6 noiembrie 1986 de Edward Bowell.